# 拍手喝采歌合
『拍手喝采歌合』（はくしゅかっさいうたあわせ）は、supercellの楽曲。同グループ8枚目のシングルとして2013年6月12日にSony Recordsから発売された。楽曲はryoにより制作・プロデュースされた。ちなみにタイトルの一部にもなっている「歌合」は、平安時代から鎌倉時代にかけて行われた歌を競わせる遊びのことである。

## 概要
supercellのシングルとしては前作「The Bravery」から約3ヶ月ぶりのリリースとなる。
本曲は、テレビアニメ『刀語』のノイタミナ版オープニングテーマに起用された。制作に際しryoは、本放送版のエンディングが12話分用意されていたことと、そして劇中の世界観が12本の刀を巡る争奪戦であることから、「12話分の曲と戦うイメージ」で書き上げたという。また、所謂和風ロックテイストであり、これまで5～6分程度の楽曲が多かったsupercellのシングルA面としては珍しく演奏時間は4分を切るほど短い上、サビの回数も2回しか無く繰り返しの回数が少ない。また、ワンコーラス自体も約45秒と短い。
シングルはCD+Blu-rayの初回限定盤A（SRCL-8280/1）、CD+DVDの初回限定盤B（SRCL-8282/3）、CDのみの通常盤（SRCL-8284）の3種リリースで、初回限定盤には本曲のPVが収録されている。
シングルの2曲目「M.K.O」は、ギターが活躍するカッコいい曲で、各種機材を試しながら音を模索したという。レコーディングでは2テイク行なったが、採用されたのは1テイク目である。
シングルの3曲目「夕焼けブルース」は、17歳になるかならないかのこゑだをブルースハープで表現したノスタルジー調の曲で、傷心した時に聴いてくれることも意図したという。ちなみにブルースハープ自体は本曲を印象付けるために購入したが、レコーディングでは息が持たず苦労したという。また、カップリング曲としては初めて5分を超えた。

## 収録曲
| 全作詞・作曲・編曲: ryo。 |                                                                      |       |            |      |
| #                         | タイトル                                                             | 作詞  | 作曲・編曲 | 時間 |
| 1.                        | 「拍手喝采歌合」(テレビアニメ『刀語』ノイタミナ版オープニングテーマ) | ryo   | ryo        | 3:58 |
| 2.                        | 「M.K.O」                                                            | ryo   | ryo        | 4:15 |
| 3.                        | 「夕焼けブルース」                                                   | ryo   | ryo        | 5:11 |
| 4.                        | 「拍手喝采歌合（TV Edit）」                                          | ryo   | ryo        | 1:36 |
| 5.                        | 「拍手喝采歌合 -Instrumental-」                                      | ryo   | ryo        |      |
| 6.                        | 「M.K.O -Instrumental-」                                             | ryo   | ryo        |      |
| 7.                        | 「夕焼けブルース -Instrumental-」                                    | ryo   | ryo        |      |
| 8.                        | 「拍手喝采歌合（TV Edit） -Instrumental-」                           | ryo   | ryo        |      |
| 合計時間:                 | 合計時間:                                                            | 29:57 |            |      |

| #  | タイトル                                  | 作詞 | 作曲・編曲 |
| -- | ----------------------------------------- | ---- | ---------- |
| 1. | 「拍手喝采歌合」(Music Video)             |      |            |
| 2. | 「「刀語」Openingノンクレジットムービー」 |      |            |